# Urban Stenström
Matts Urban Stenström, född 21 september 1917 i Stockholm, död 8 september 1975 i Stockholm var en svensk journalist.
Stenström var kulturskribent på Svenska Dagbladet från 1940-talet till 1970-talet. Han var son till Matts Adolf Stenström och gift med Margaret-Ann Stenström (1918–1997), likaledes kulturskribent på Svenska Dagbladet, samt morfar till författaren Sofia Stenström. 